# Rhizoctonia rubi
Rhizoctonia rubi är en svampart som beskrevs av McKeen 1959. Rhizoctonia rubi ingår i släktet Rhizoctonia och familjen Ceratobasidiaceae.   Inga underarter finns listade i Catalogue of Life.